# Kirchenregion Latium

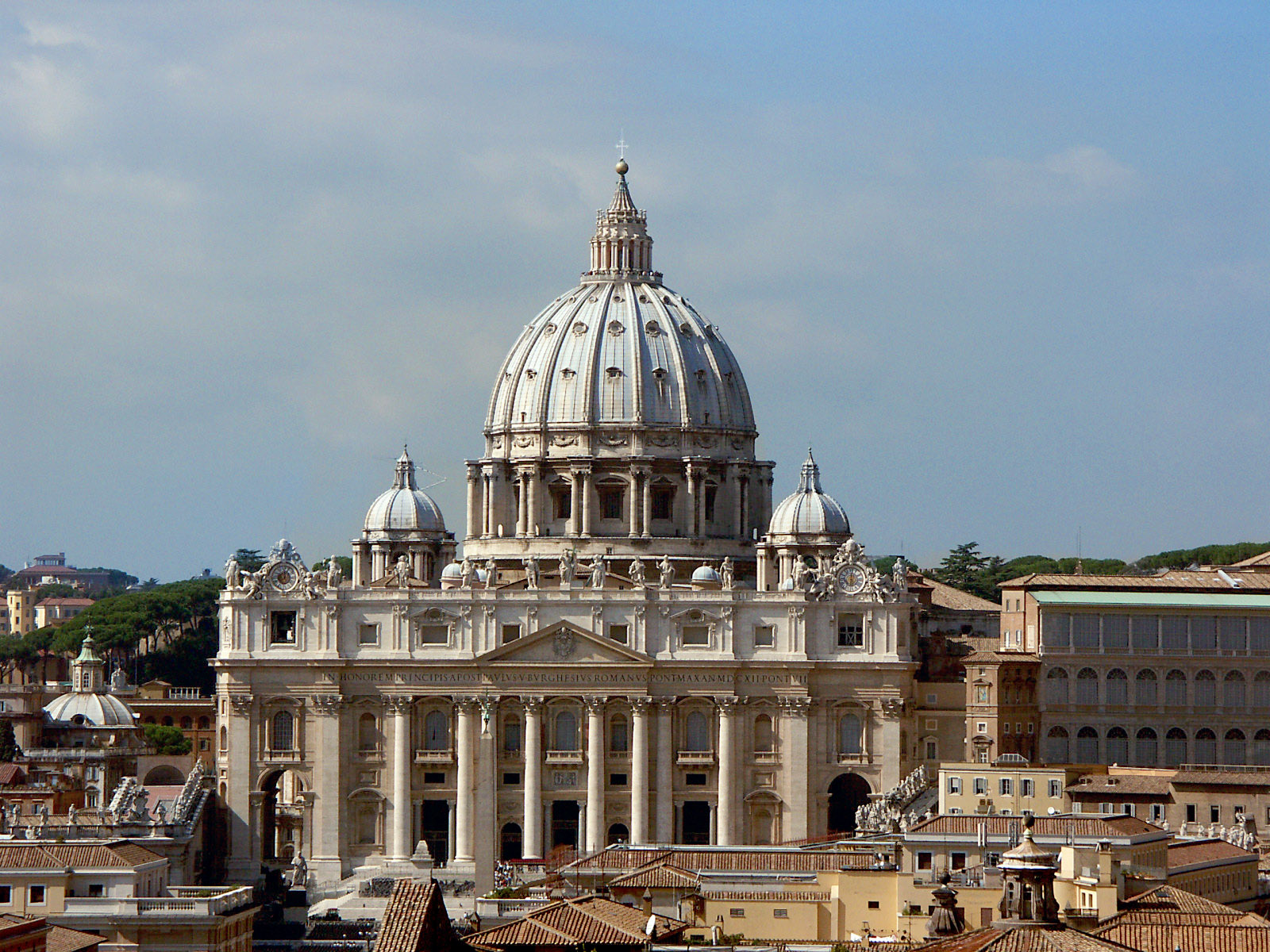
Petersdom

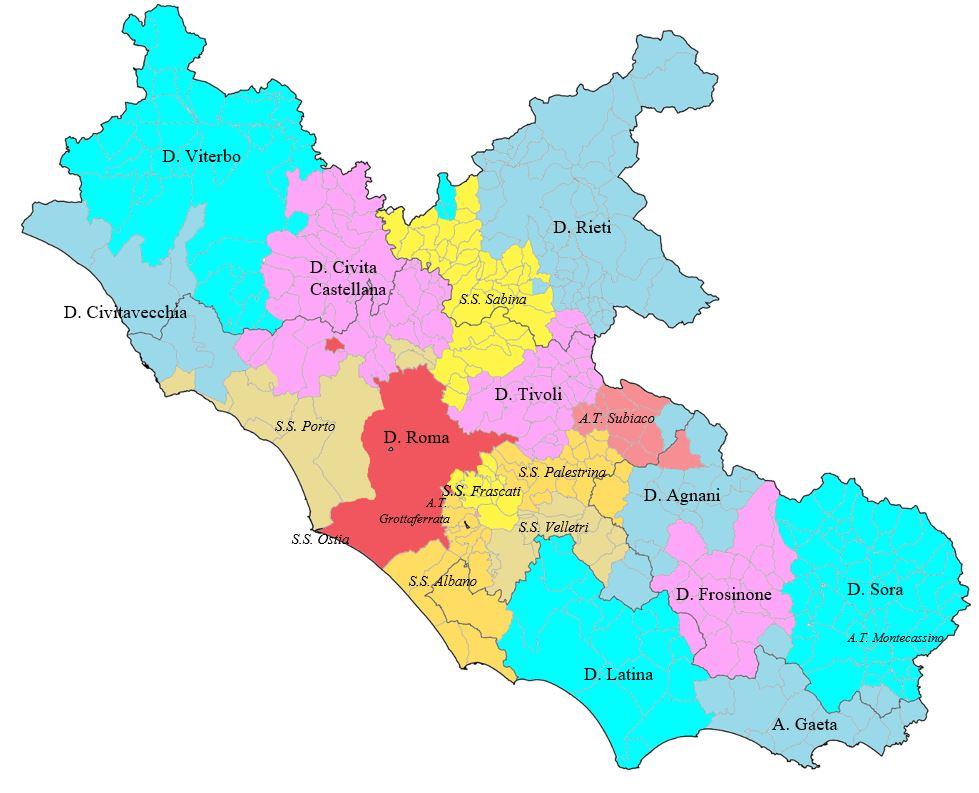
Karte der Kirchenregion Latium

Die Kirchenregion Latium (ital. Regione ecclesiastica Lazio) ist eine der 16 Kirchenregionen der römisch-katholischen Kirche in Italien. Sie hat eine Sonderstellung unter den italienischen Kirchenregionen, da sich in ihr mit dem Bistum Rom auch der Sitz des Papstes befindet. Die Kirchenregion Latium umfasst nur eine Kirchenprovinz, mit dem Bistum Rom als Metropolitansitz und seinen sieben suburbikarischen Bistümern. Dazu 13 weitere Teilkirchen, die keiner Kirchenprovinz angehören.
Territorial entspricht die Kirchenregion Latium der italienischen Region Latium.

## Kirchenprovinz Rom
- Bistum Rom

1. Bistum Albano
2. Bistum Frascati
3. Bistum Ostia
4. Bistum Palestrina
5. Bistum Porto-Santa Rufina
6. Bistum Sabina-Poggio Mirteto
7. Bistum Velletri-Segni

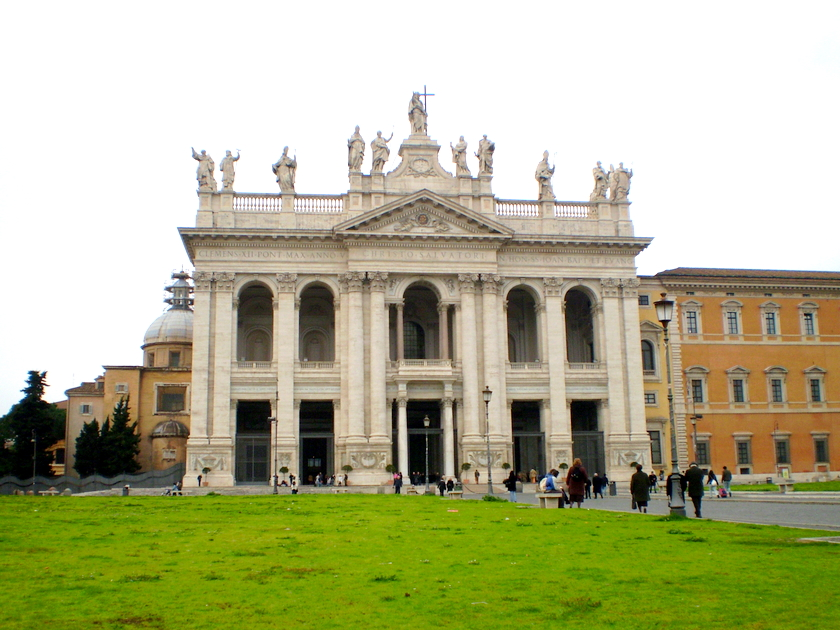
Lateranbasilika zu Rom
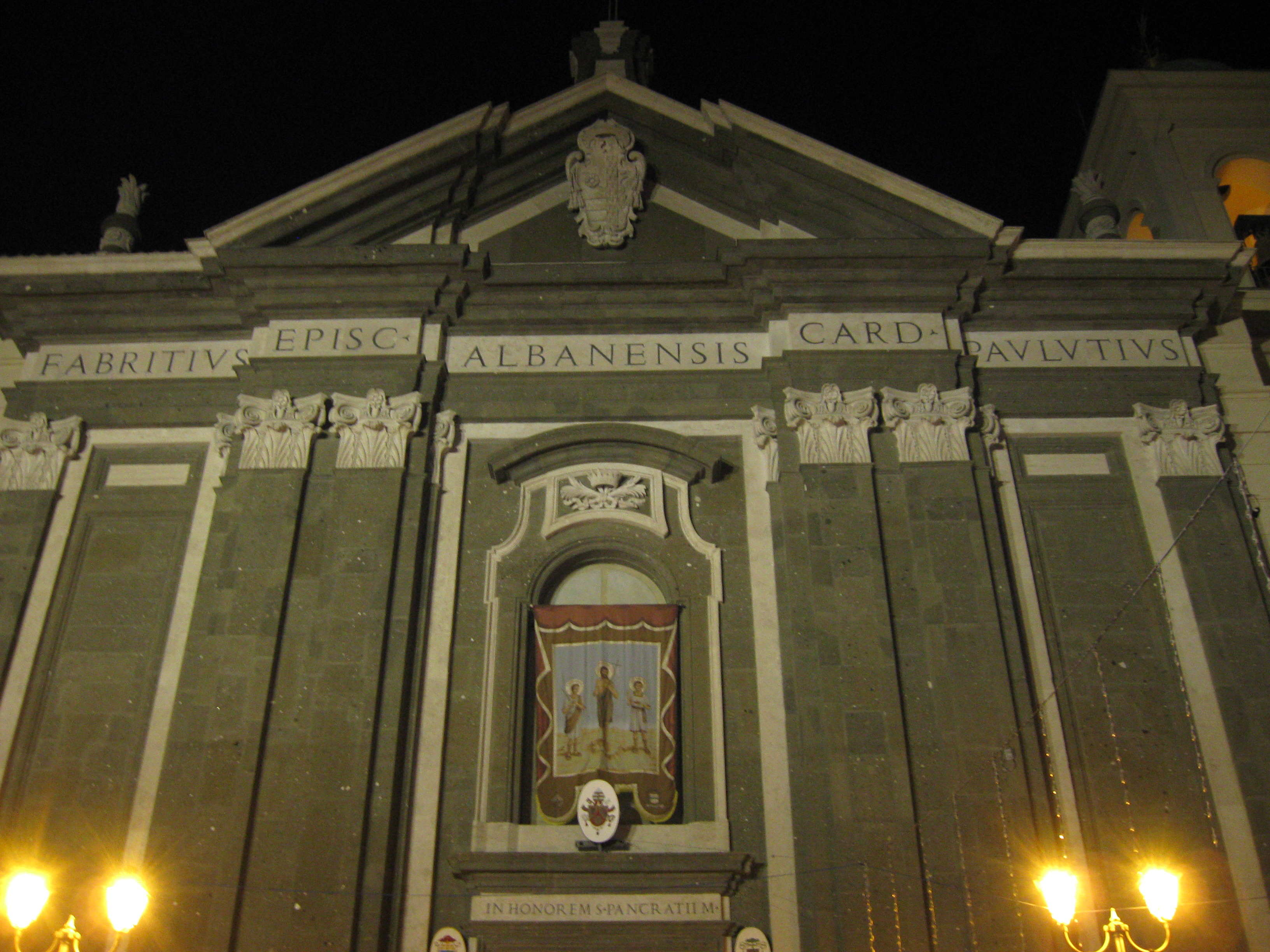
Der Dom in Albano,
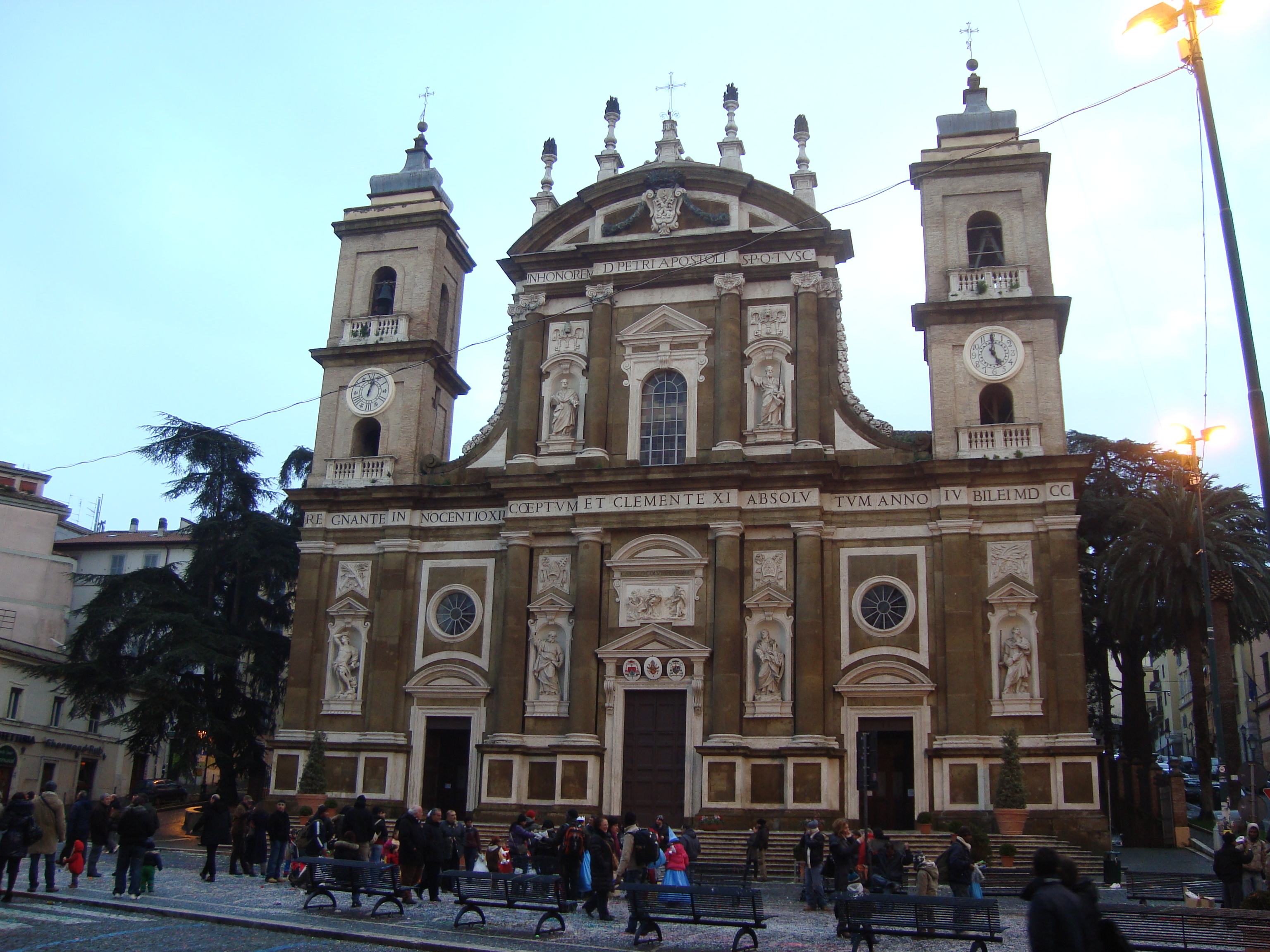
… Frascati,
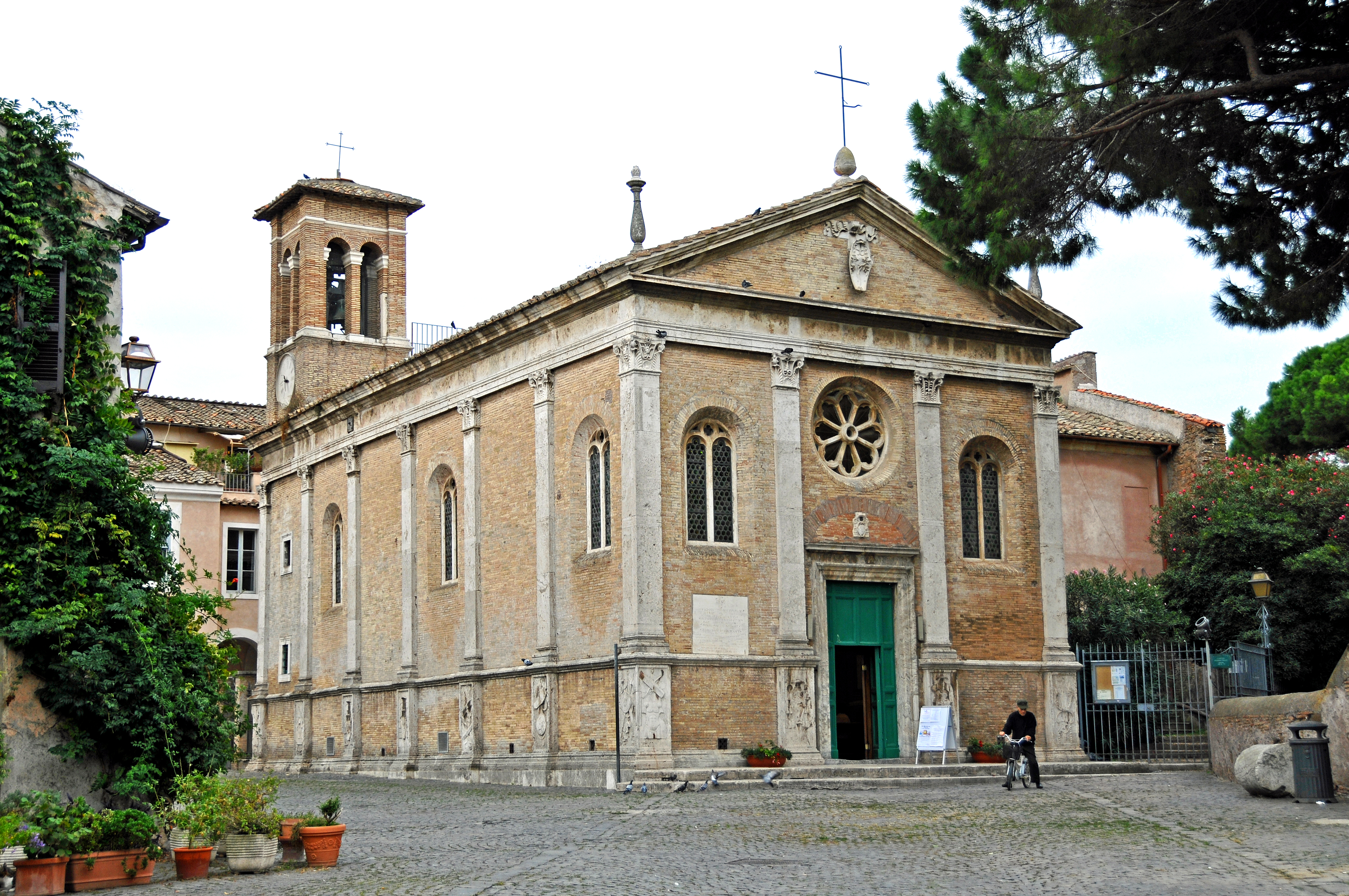
… Ostia,
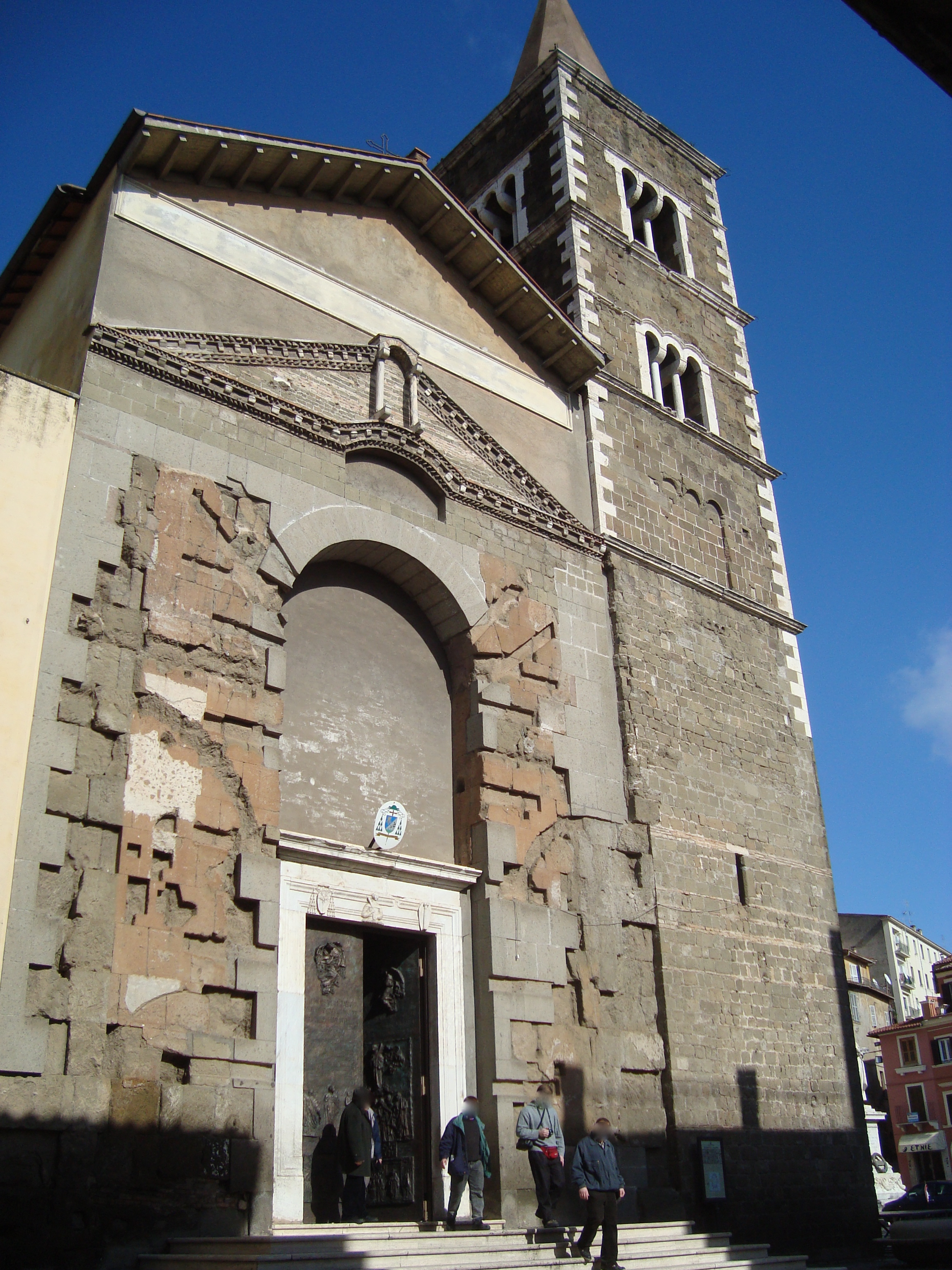
… Palestrina,
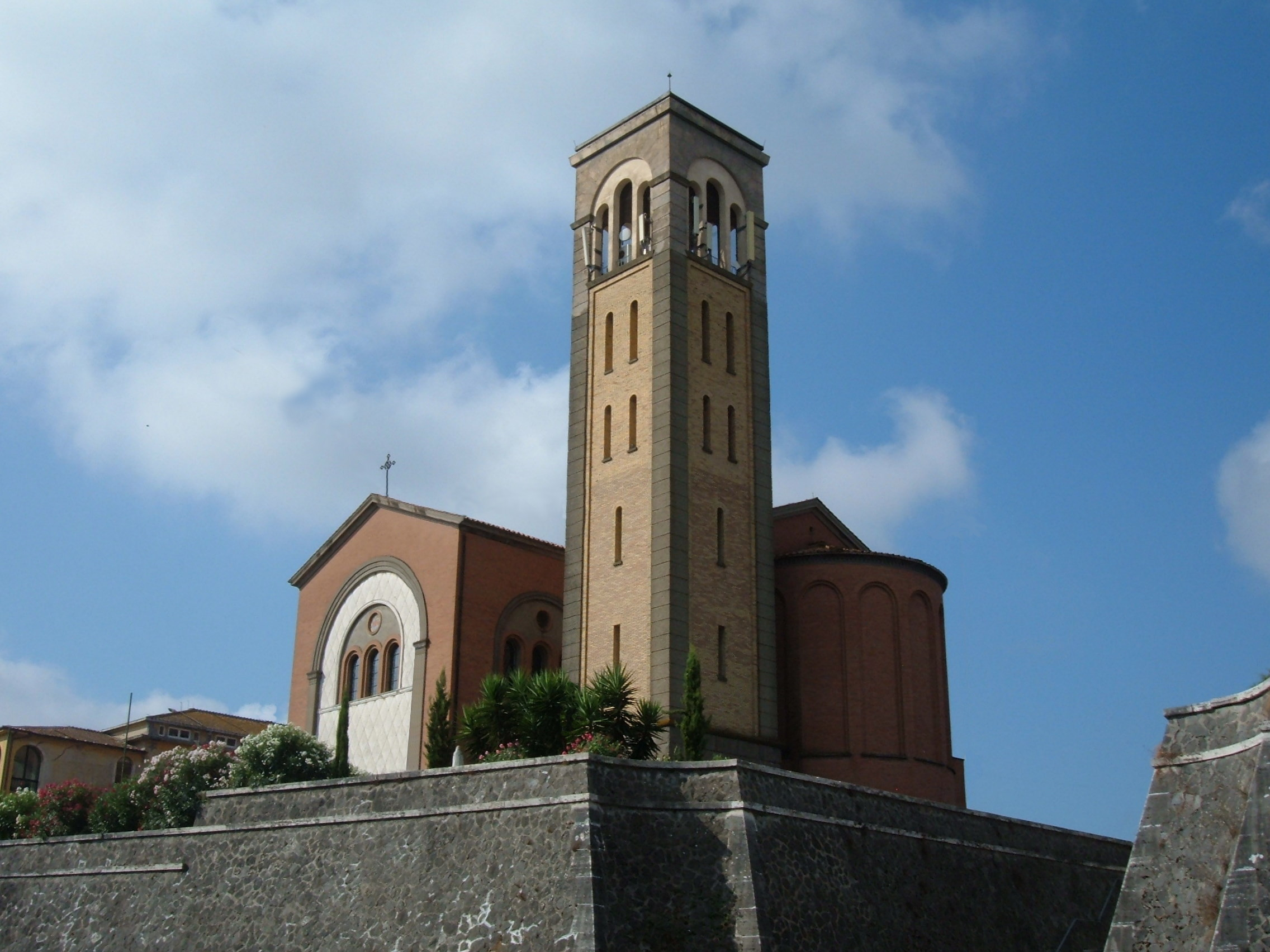
… La Storta (Porto),
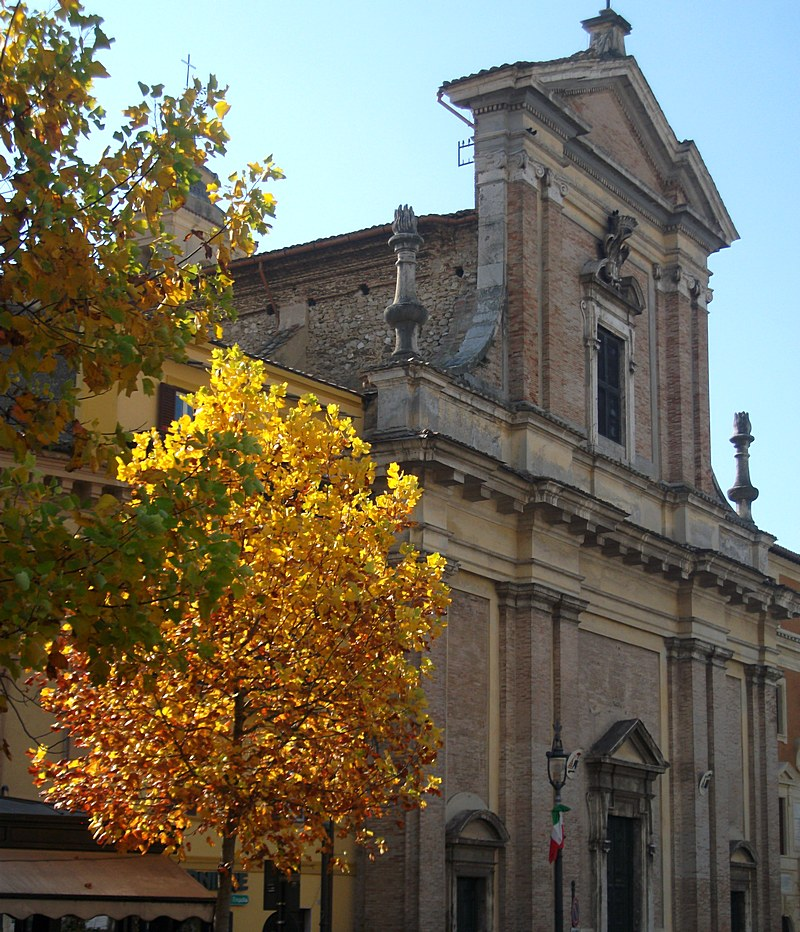
… Poggio Mirteto
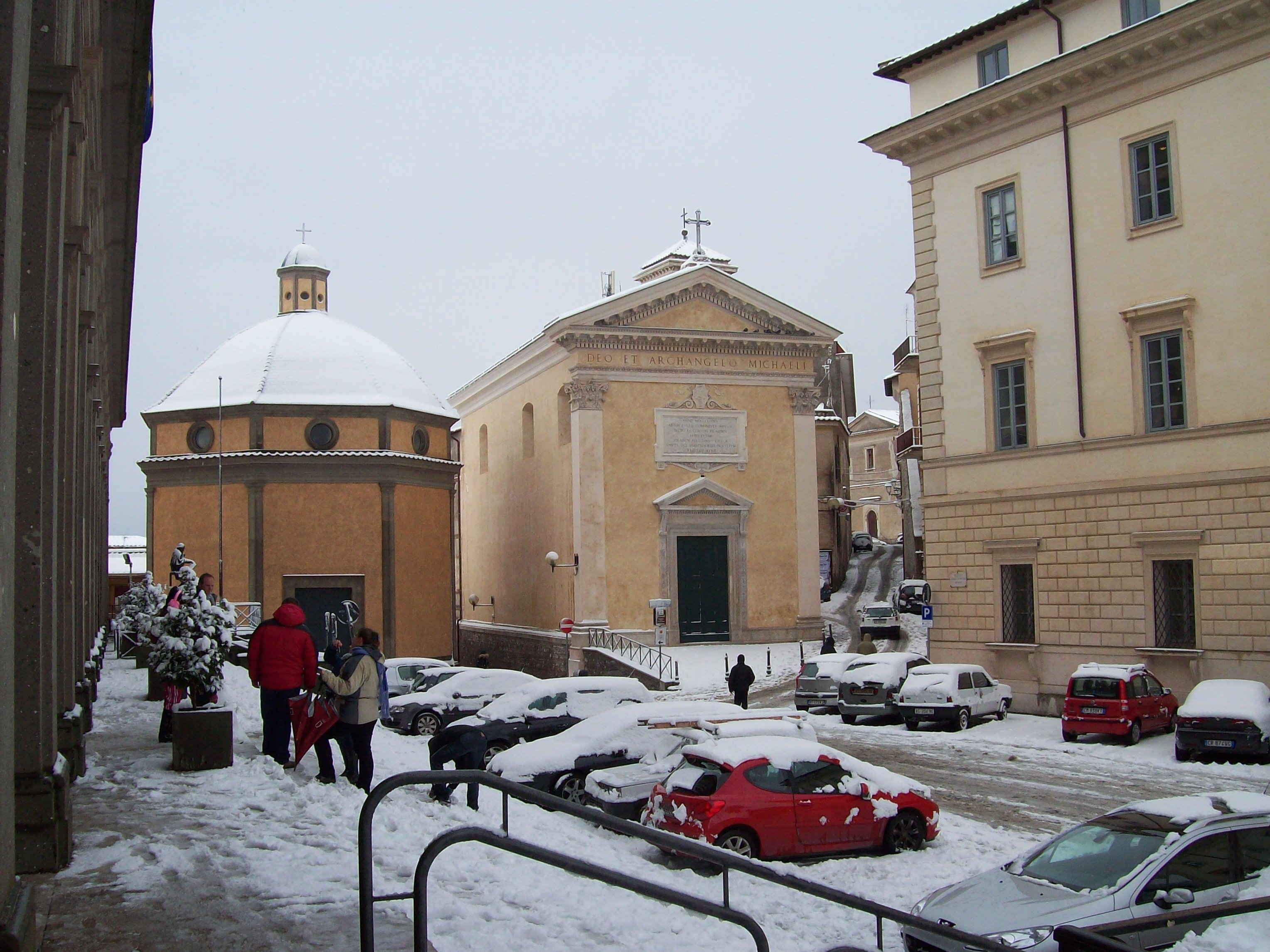
… und Velletri.

## Immediate Teilkirchen
1. Bistum Anagni-Alatri
2. Bistum Civita Castellana
3. Bistum Civitavecchia-Tarquinia
4. Bistum Frosinone-Veroli-Ferentino
5. Erzbistum Gaeta
6. Territorialabtei Grottaferrata
7. Bistum Latina-Terracina-Sezze-Priverno
8. Territorialabtei Montecassino
9. Bistum Rieti
10. Bistum Sora-Cassino-Aquino-Pontecorvo
11. Territorialabtei Subiaco
12. Bistum Tivoli
13. Bistum Viterbo

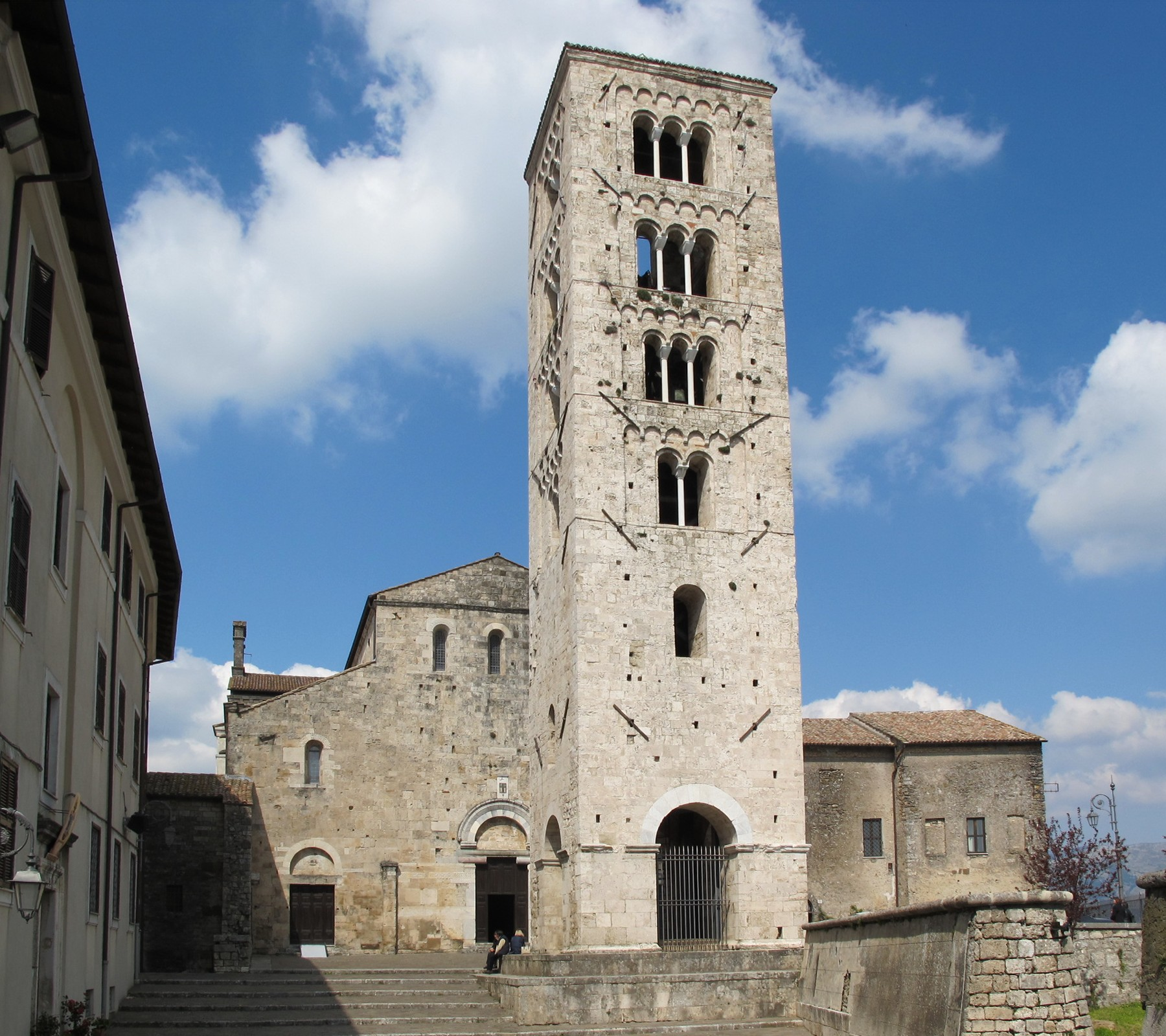
Der Dom in Anagni,
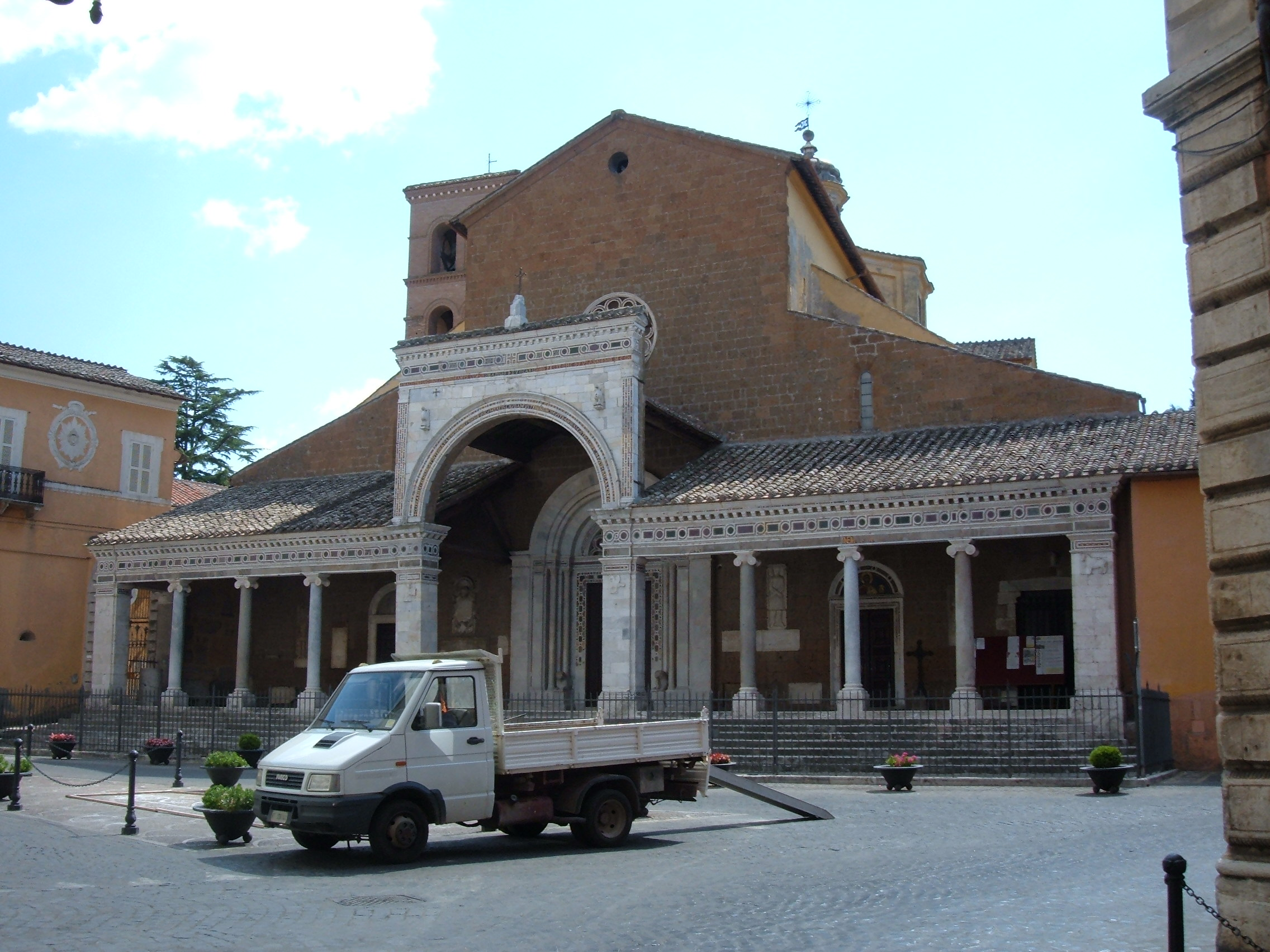
… Civita Castellana,
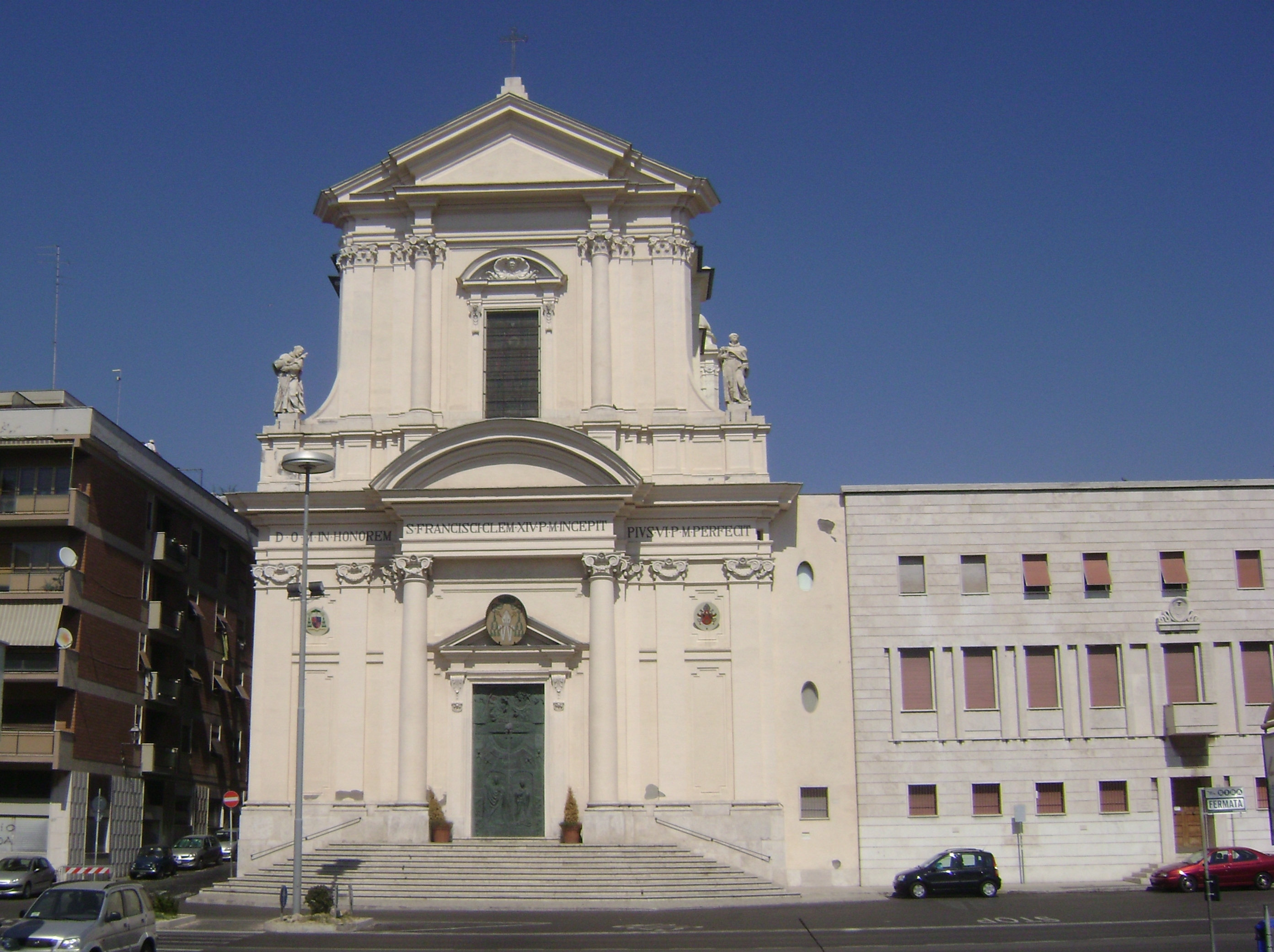
… Civitavecchia,
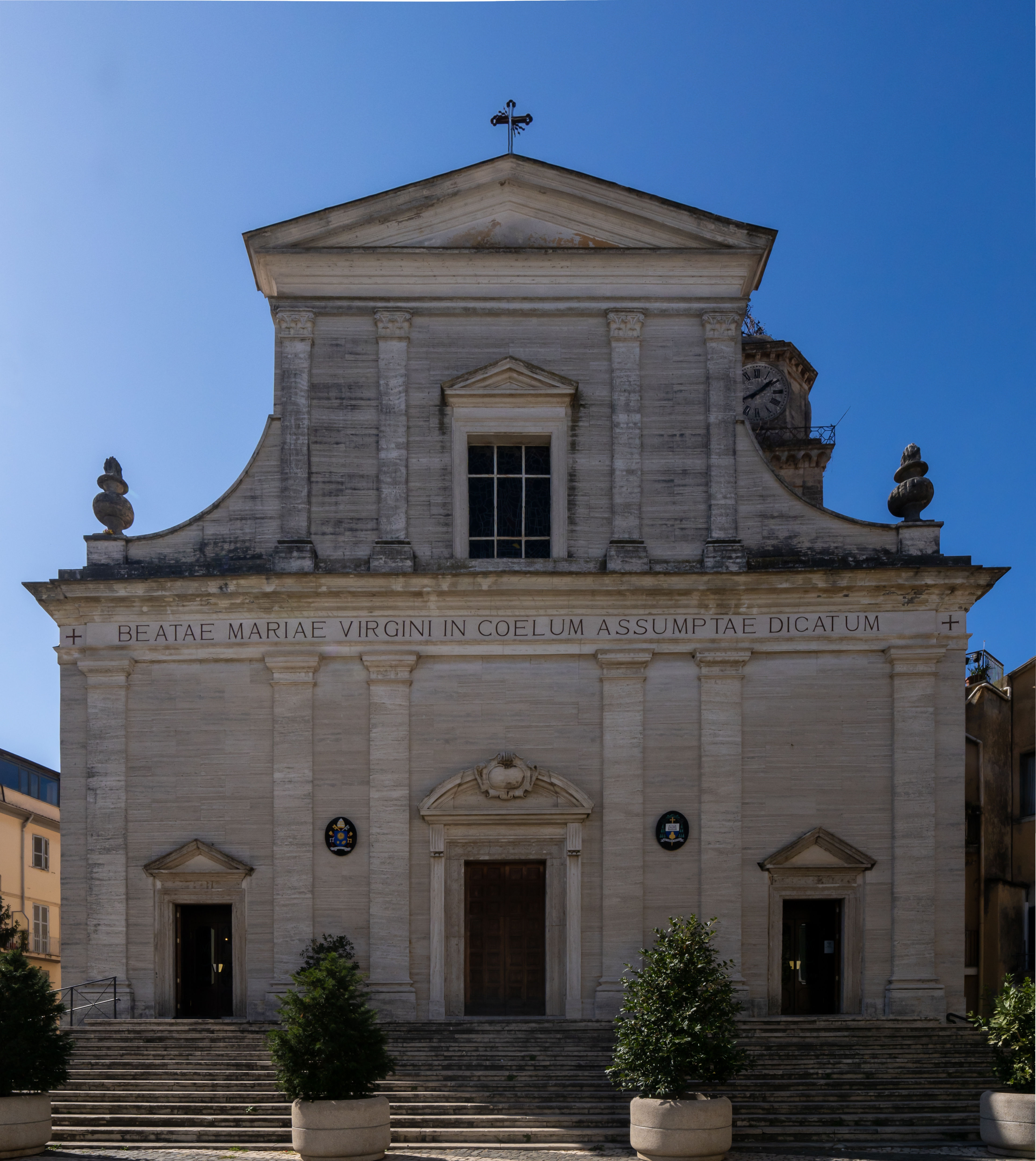
… Frosinone,
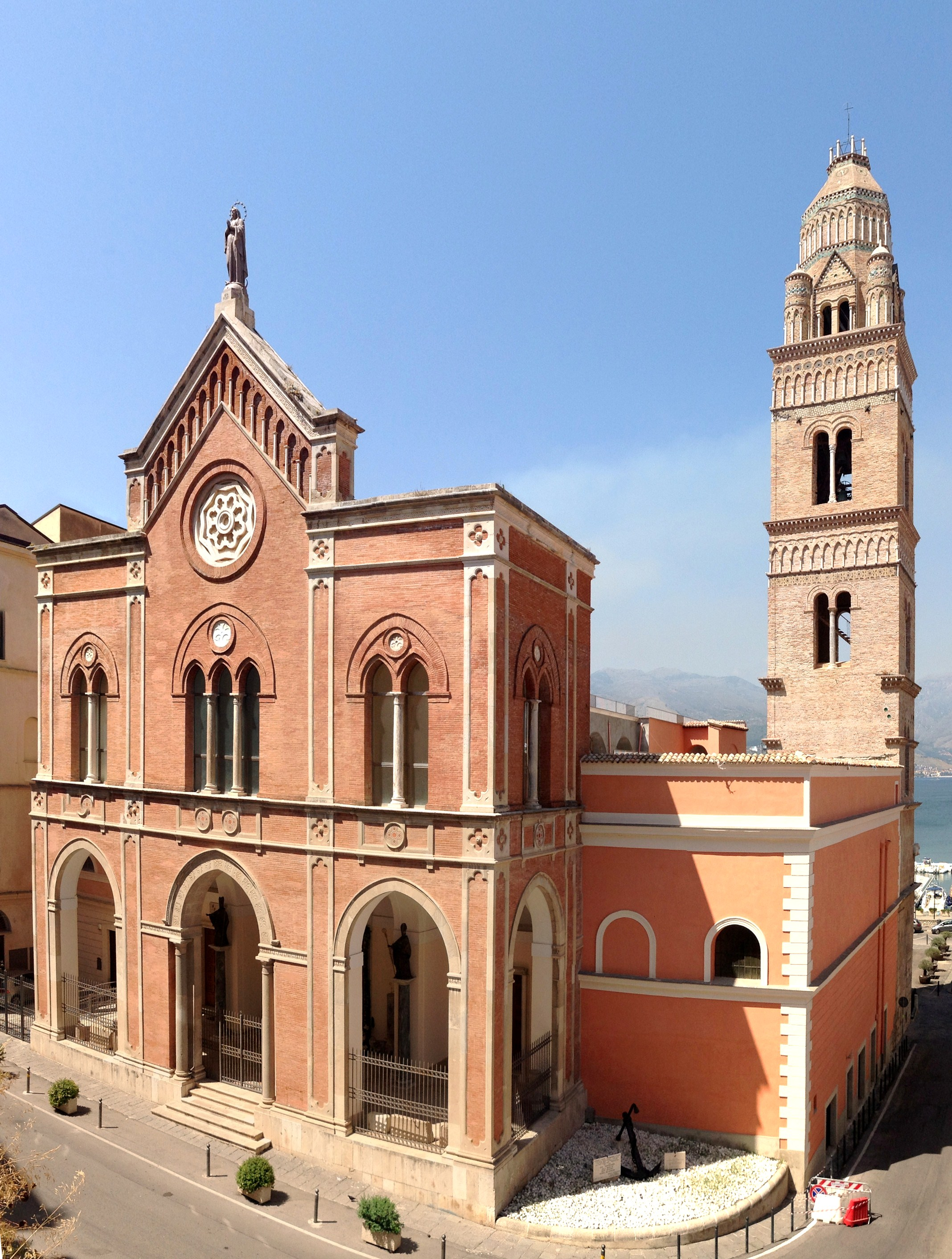
… Gaeta,
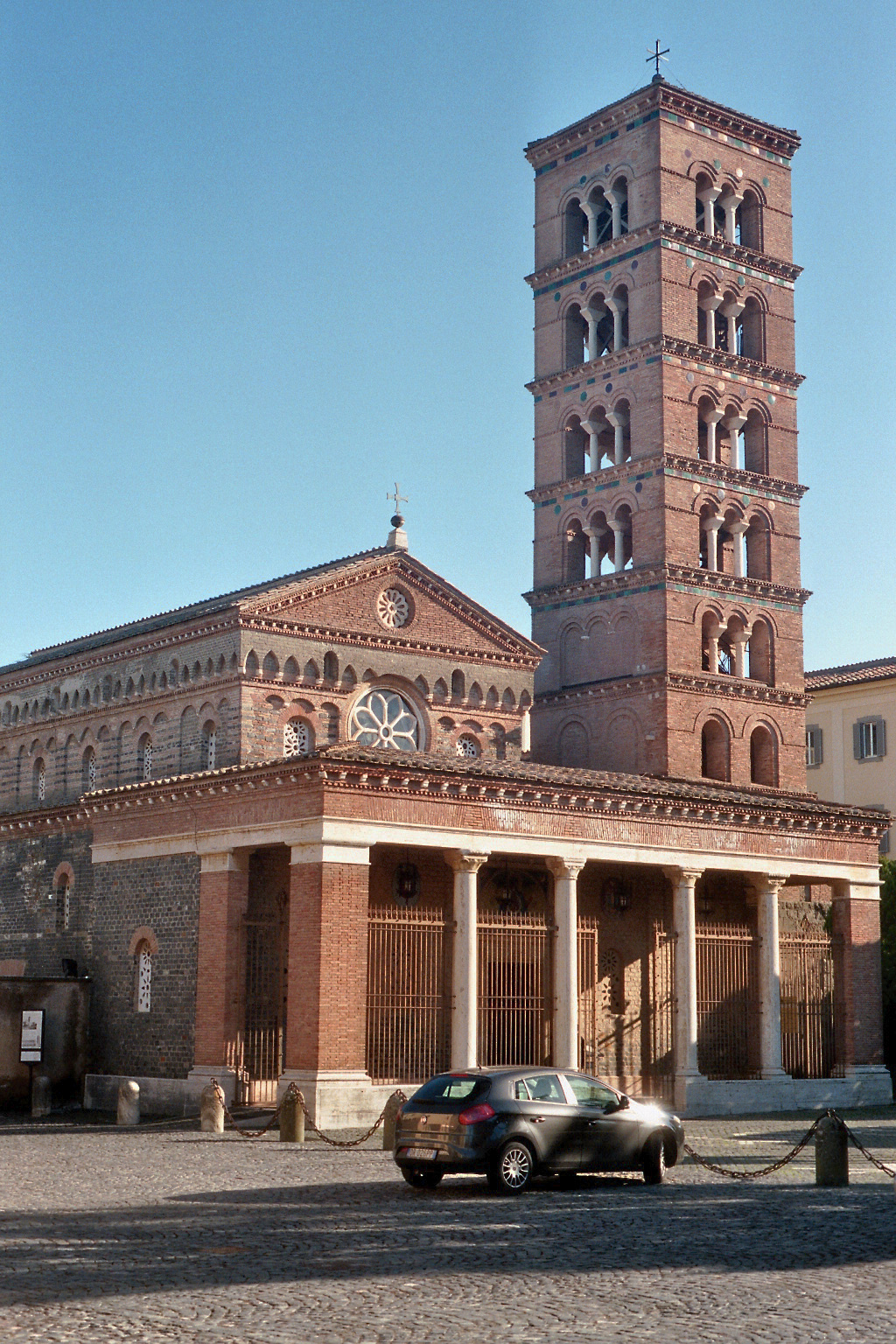
… Grottaferrata,
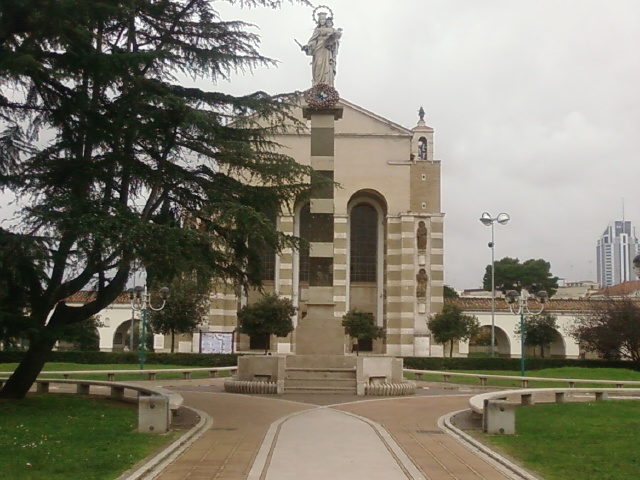
… Latina,
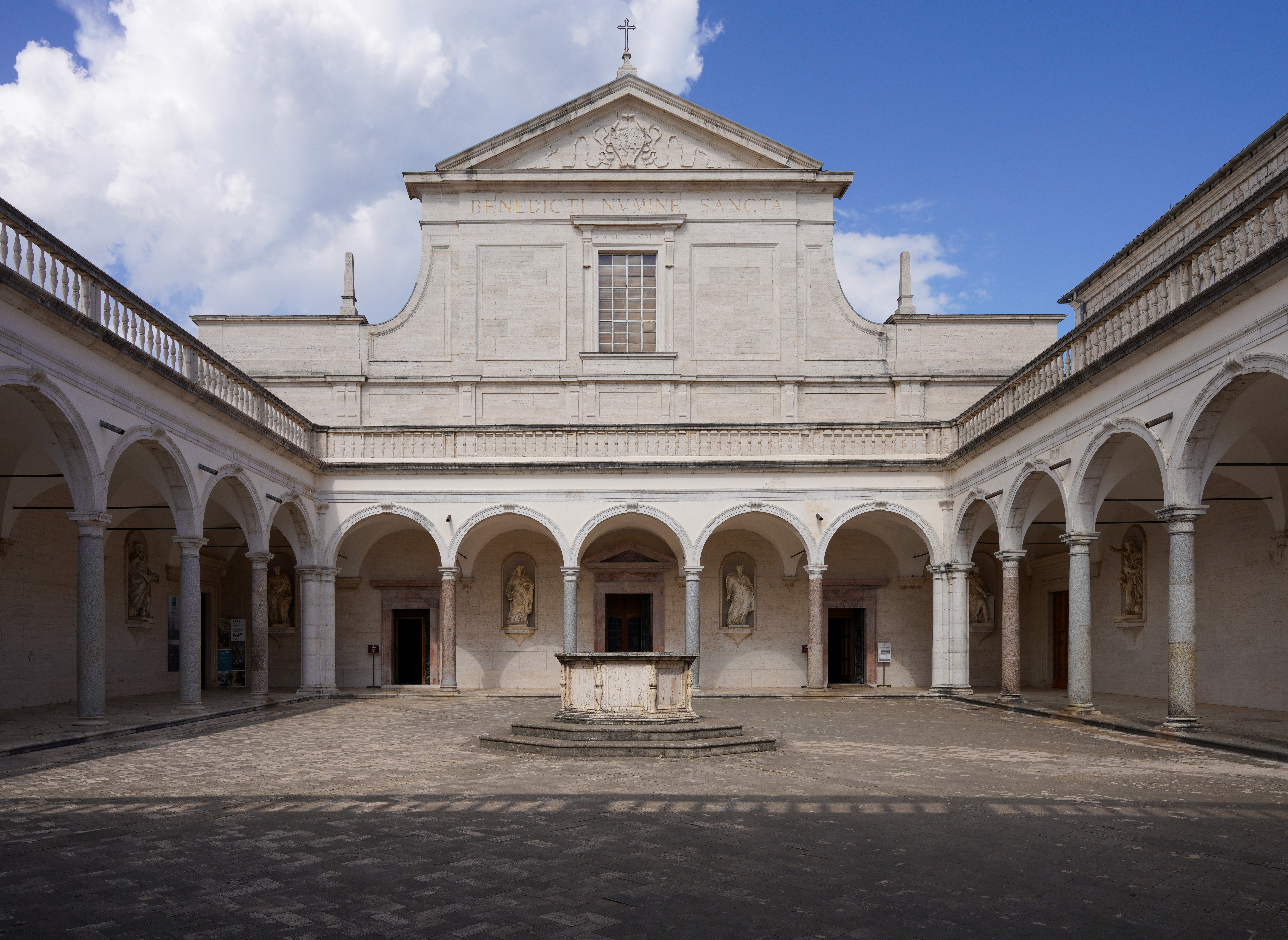
… Montecassino,
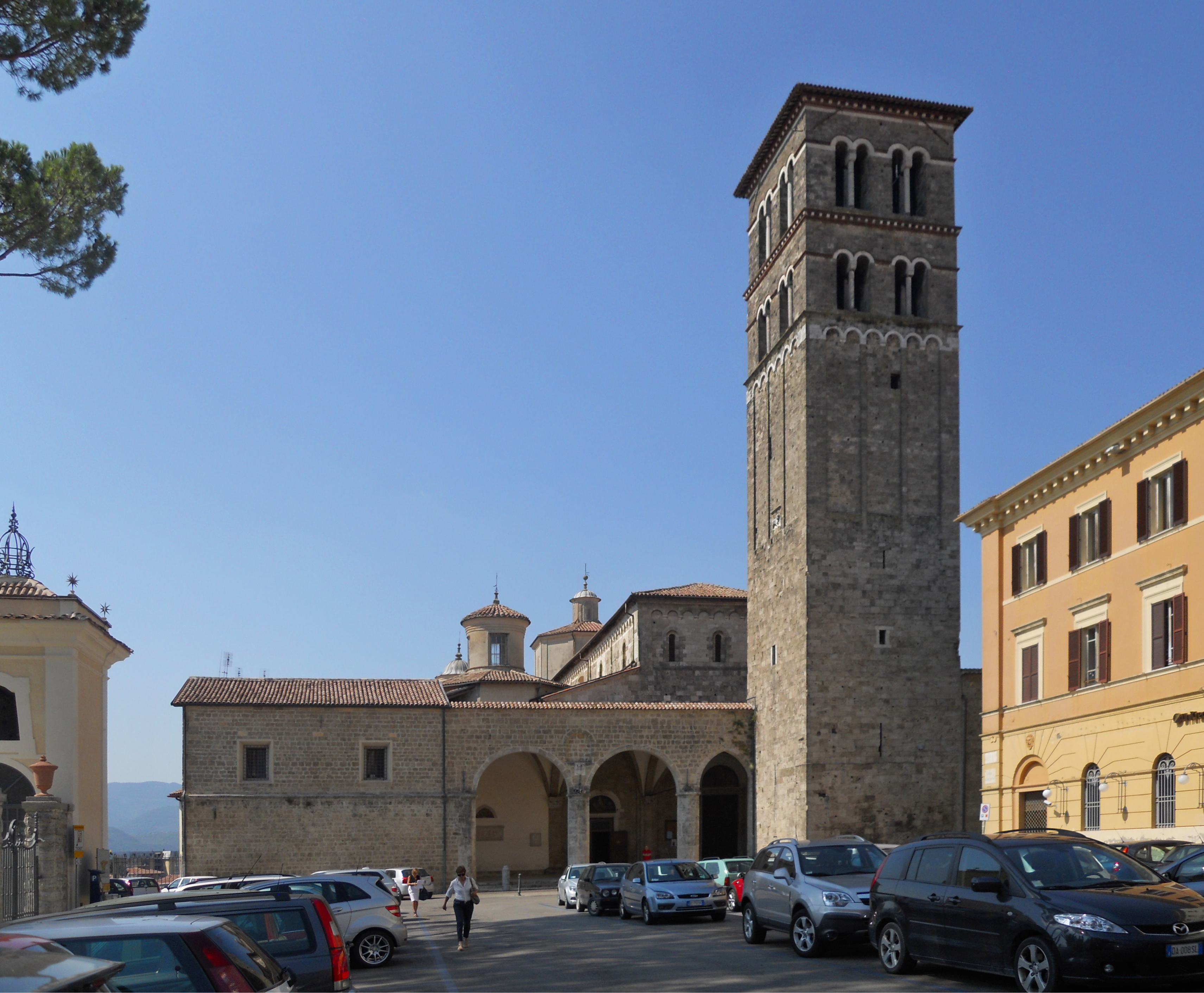
… Rieti,
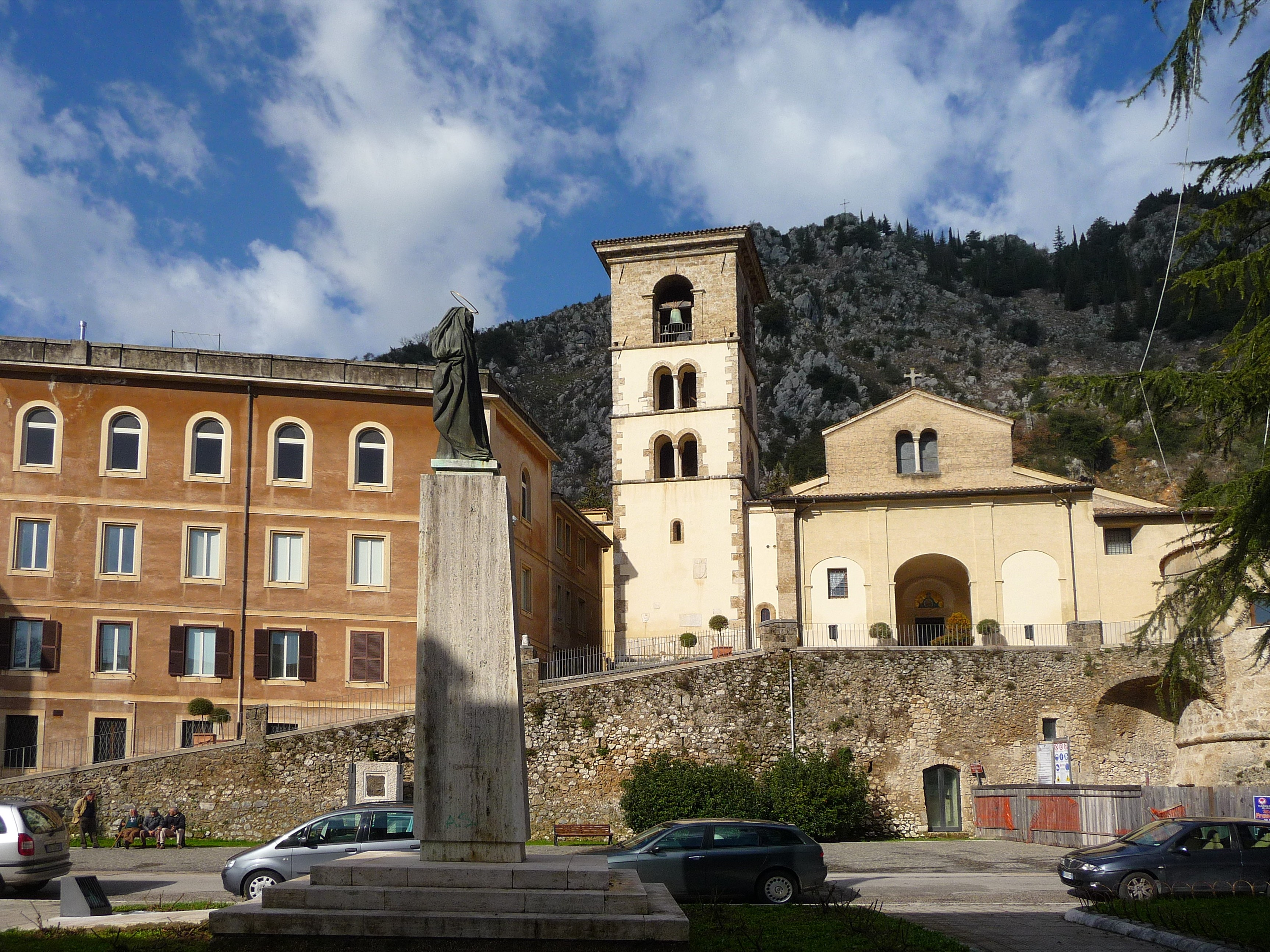
… Sora,
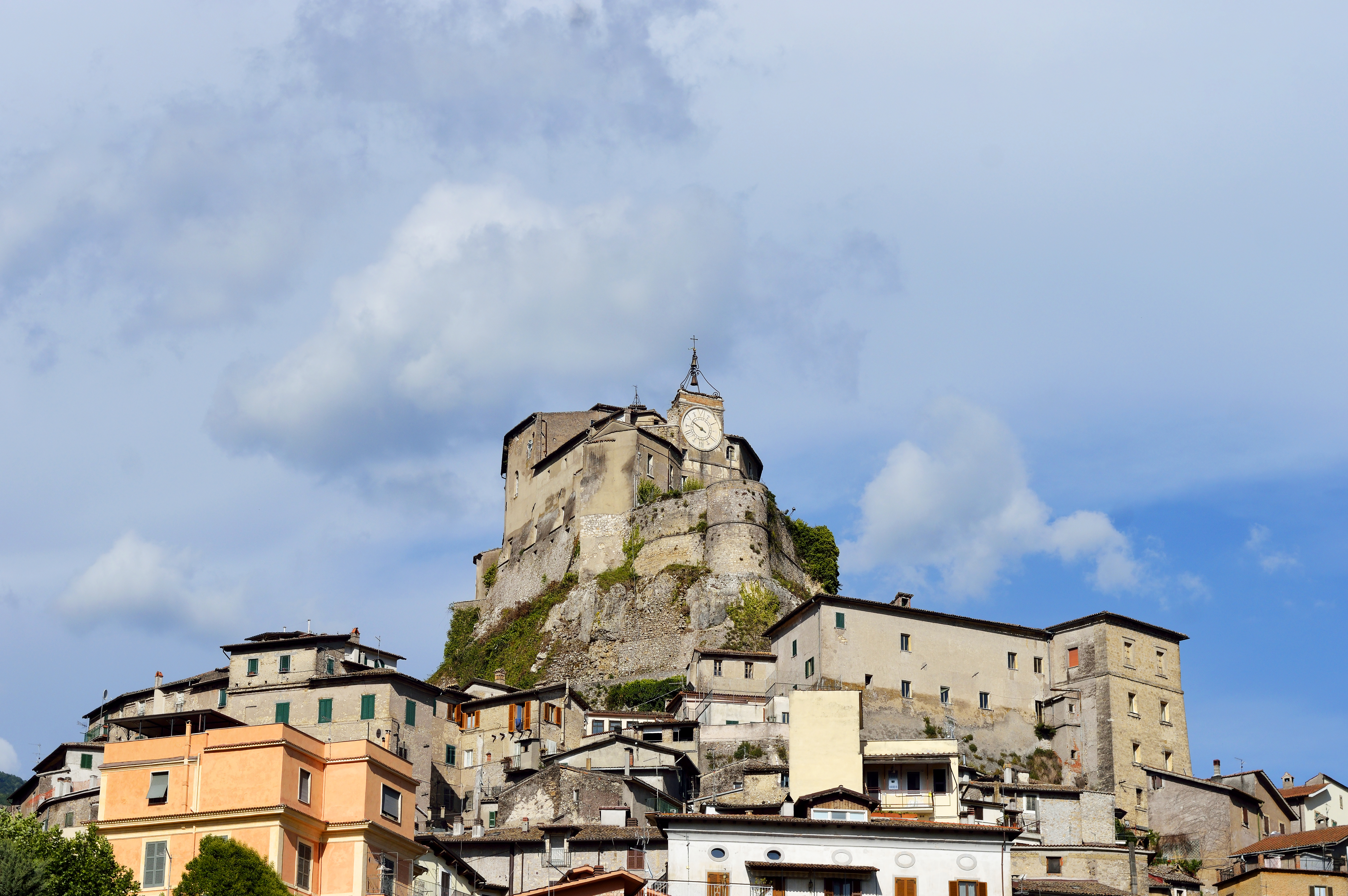
… Subiaco,
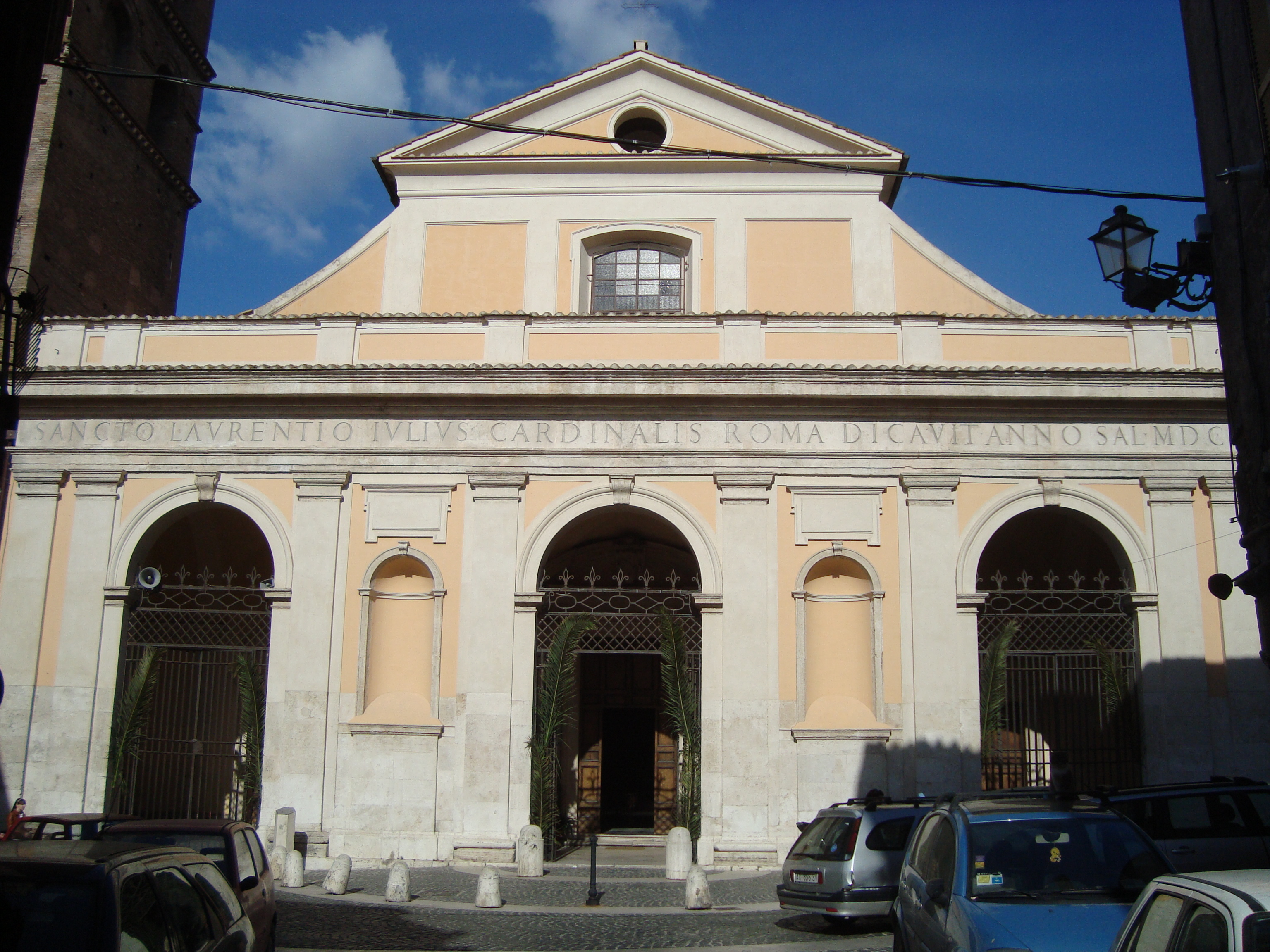
… Tivoli
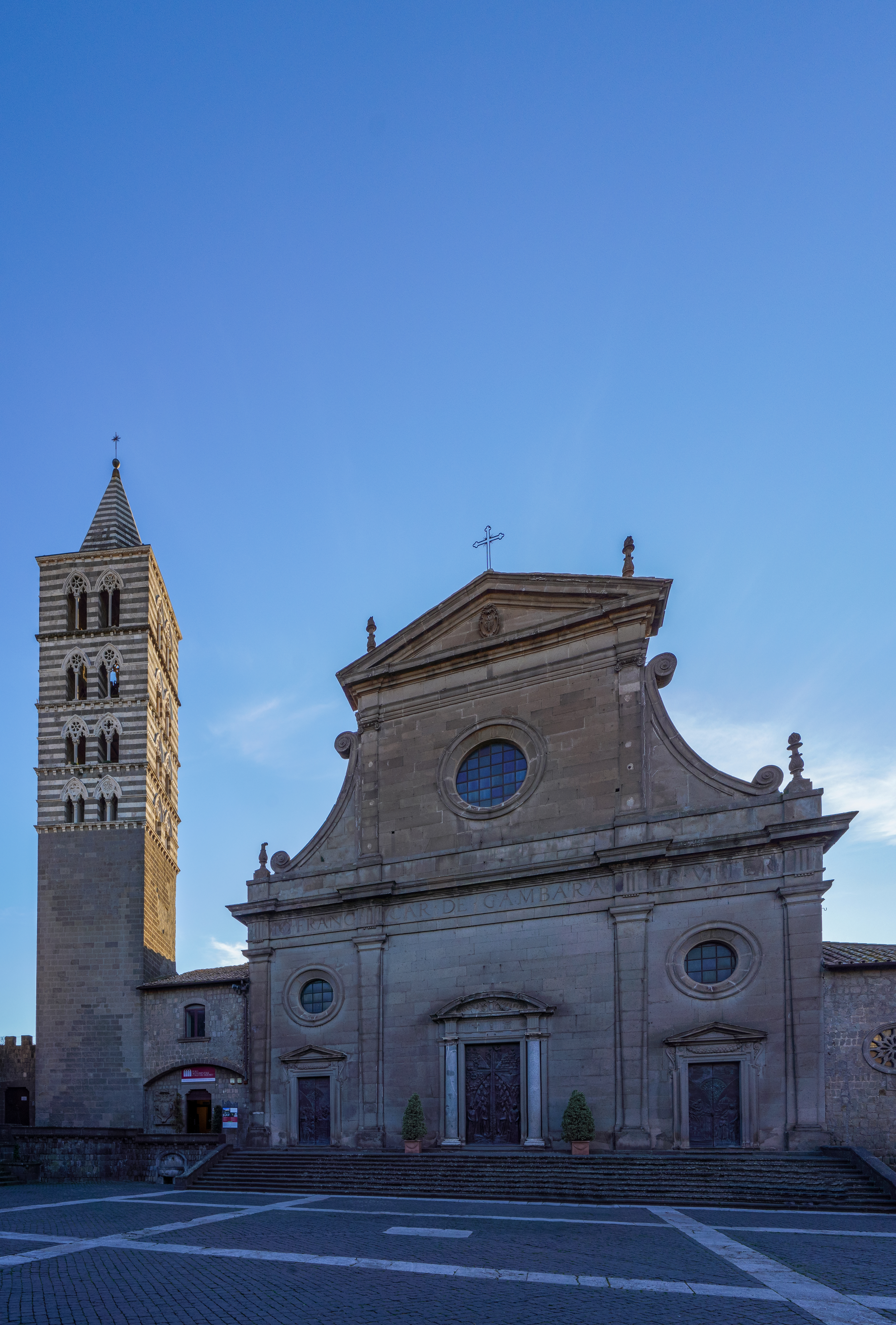
… und Viterbo.